# Rychnovecká tabule
Rychnovecká tabule (též Rychnovská tabule) je geomorfologický okrsek v severní části Úpsko-metujské tabule, ležící v okrese Náchod v Královéhradeckém kraji.

## Poloha a sídla

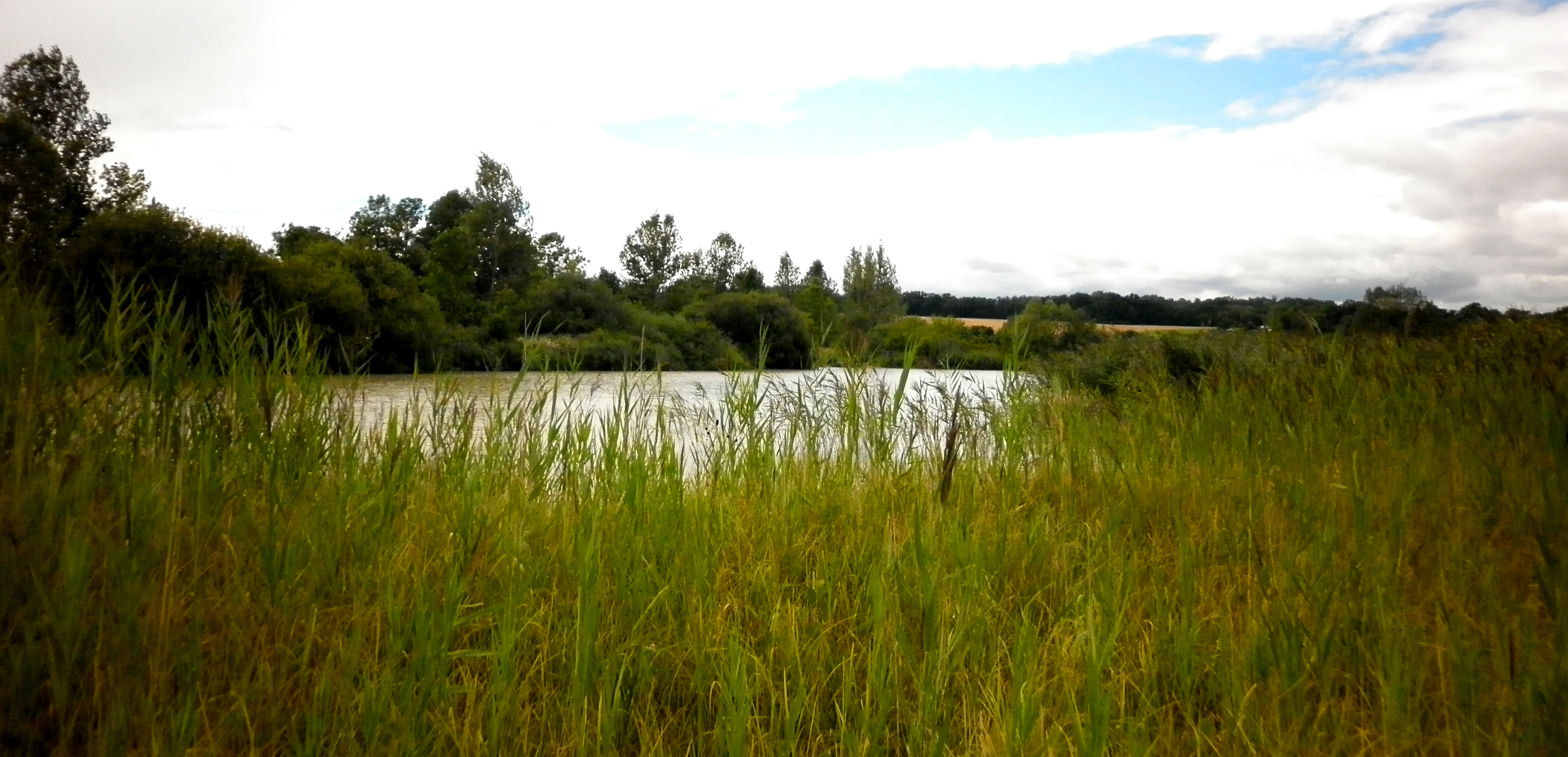
Přírodní rezervace Dubno

Území okrsku se nachází zhruba mezi sídly Jaroměř (na jihozápadě), Žernov (na severovýchodě), Kleny (na východě) a Velká Jesenice (na jihovýchodě). Uvnitř okrsku leží titulní obec Rychnovek a čátečně město Česká Skalice.

## Geomorfologické členění
Okrsek Rychnovecká tabule (dle značení Jaromíra Demka VIC–2A–3) geomorfologicky náleží do celku Orlická tabule a podcelku Úpsko-metujská tabule.
Alternativní členění Balatky a Kalvody, které člení až na úroveň podokrsků, Rychnoveckou tabuli nezná. Uvádí sice Rychnoveckou kotlinu, ale pouze jako podokrsek okrsku Českoskalická tabule. V tomto členění Rychnovecká kotlina územně zhruba odpovídá Demkovu okrsku Úpská niva, zatímco sousední podokrsek Velkojesenická tabule odpovídá právě Demkově Rychnovecké tabuli.
Tabule sousedí s dalšími okrsky Orlické tabule: Úpská niva na severozápadě, Novoměstská tabule na jihu a východě, Metujská niva na jihozápadě. Dále sousedí s celky Východolabská tabule na jihozápadě a Krkonošské podhůří na severu.

## Významné vrcholy
Nejvyšším bodem Rychnovecké tabule je Na Příčnici (332 m n. m.).
| název vrcholu | výška (m n. m.) |
| ------------- | --------------- |
| Na Příčnici   | 332             |
| Zvolský vrch  | 299             |